# 浙江大学工程师学院
浙江大学工程师学院（即浙江工程师学院），是浙江大学为服务国家创新驱动发展战略和《中国制造2025》、培养更多高层次工程科技人才、于2016年9月12日正式成立的高水平专业型学院。作为全国首个工程师学院，主要开展研究生层次工程师培养和企业工程师培训。学院建在浙大城市学院校址，其中在城院北校区新建宿舍、食堂和教学办公用房，作为工程师学院相对完整的办学空间，同时与城院共享办学资源，协同发展。另有宁波分院、衢州分院、台州分院（筹）。

## 定位
学院定位：“为高层次创新型工程科技人才复合交叉培养的特色学院，主要开展研究生层次工程师培养和企业工程师培训。紧密依托浙江大学高水平的综合办学优势，坚持“政府主导、校企协同、复合交叉、国际合作”，面向未来新兴战略性产业制高点和经济建设主战场，努力打造支撑国家、区域产业转型升级的高级工程科技人才培养基地和工程领域的产学研创新平台。”

## 简介
学院着重加强工程实践训练、产教融合和国际合作，建设8个具有一流水平的工程创新与实训平台，推动校企协同培养模式创新，开展与巴黎综合理工学院、荷兰埃因霍温理工大学、麻省理工学院等院校多种形式的国际联培项目合作。
现有在校工程博士231人，工程硕士和工程管理硕士共2915人。2020年学院招生1353人，其中第三届工程博士120人。